# BOOTP
O protocolo BOOTP (acrônimo para Bootstrap Protocol), criado em 1985 pelo IAB, foi concebido para que todo dispositivo de rede receba um endereço IP permanente, o chamado direcionamento estático. Esse protocolo permite a alocação automática de endereços de rede, mas não é capaz de alocá-los dinamicamente, como faz o DHCP, sucessor do BOOTP.
BOOTP fornece serviços auxiliares para TCP/IP, tanto na camada de enlace quanto na de aplicação do modelo OSI.

## BOOTP vs DHCP
O DHCP, por sua vez, fez refinamentos ao modelo BOOTP e usa os mesmos procedimentos e estruturas de mensagens para pedidos e entregas de endereços IP. No entanto, estendeu os campos no formato da mensagem para incluir instruções de configuração. O BOOTP exige que o computador envie uma segunda mensagem solicitando um arquivo de início com os detalhes da configuração depois de adquirir o endereço IP. A operação em uma fase do DHCP é considerada uma vantagem sobre o processo de duas fases do BOOTP.
Ambos direcionam IPs aos computadores por tempo limitado. Após esse tempo, um computador pode deixar de usar a rede, mas é incapaz de devolver o endereço formalmente. Isso pode ocorrer no caso de uma falha, como o desligamento abrupto. O DHCP, que aloca endereços IP dinamicamente, usa um sistema de alocação por 8 dias, mas esse tempo geralmente é encurtado. O BOOTP foi projetado para outorgar endereços estáticos e os retém por até 30 dias. Isso significa que endereços perdidos permanecem nessa condição e levam mais tempo para serem recuperados. 
O direcionamento dinâmico é uma forma de disponibilizar um número menor de endereços de rede para um número maior de computadores, uma vez que endereços IPs são escassos, assumindo que nem todos os computadores estejam ativos ao mesmo tempo.

## Características
- Para simplificar a operação, todos os campos de dados no pacote possuem tamanho fixo.
- Em caso de erro, o cliente é responsável pela operação de retry.
- Após uma falta energia em uma rede, na ocasião de seu retorno, todas as máquinas reinicializam automaticamente.
- Para evitar que os servidores recebam desnecessariamente os pacotes de resposta de outros servidores, são usadas duas portas UDP diferentes para o pedido e a resposta. O servidor recebe o pedido na porta 67 e responde na porta 68.
- O BOOTP não oferece o arquivo de Bootstrap, mas apenas a sua localização.
- Para carregar este arquivo, deve ser utilizado outro protocolo de transferência de arquivos (TFTP).